# Кучеренко Олег Миколайович
Оле́г Микола́йович Кучере́нко (20 грудня 1968, Красний Луч, Луганська область) — німецький борець греко-римського стилю українського походження, олімпійський чемпіон.

## Біографія
Олег Кучеренко тренувався в Луганську. Виступав за спортивне товариство «Трудові резерви» (1981–87), СКА (1988–92, обидва — Луганськ). Тренери — О. Онищенко, В. Солопов. Заслужений майстер спорту СРСР (1989). Закінчив Ворошиловградський педагогічний інститут.

## Спортивні досягнення
Чемпіон світу (м. Мартіньї, Швейцарія, 1989; м. Остія, Італія, 1990). Володар Кубка світу (Афіни, 1988). Срібний (м. Познань, Польща, 1991) та бронзовий призер (м. Оулу, Фінляндія, 1989) чемпіонатів Європи. Переможець першості світу (м. Бернабі, Канада, 1987).
Золоту олімпійську медаль та звання олімпійського чемпіона він виборов на Олімпіаді в Барселоні у ваговій категорії легкої мухи, представляючи у складі Об'єднаної команди Україну і саме на користь Олега Кучеренка вперше було піднято на Літніх Олімпійських іграх український прапор, коли він став першим олімпійським чемпіоном незалежної України.
З 1994 року Олег Кучеренко громадянин Німеччини, виступав за неї на Олімпіаді в Атланті, де посів 12 місце. Закінчив виступи у 2004 році.

## Спортивні результати на міжнародних змаганнях

### Виступи на Олімпіадах
| Змагання                    | Збірна            | Вагова категорія                 | Місце  |
| --------------------------- | ----------------- | -------------------------------- | ------ |
| Літні Олімпійські ігри 1992 | Об'єднана команда | греко-римська боротьба, до 48 кг | Золото |
| Літні Олімпійські ігри 1996 | Німеччина         | греко-римська боротьба, до 48 кг | 12     |

### Виступи на Чемпіонатах світу
| Змагання                        | Збірна    | Вагова категорія                 | Місце  |
| ------------------------------- | --------- | -------------------------------- | ------ |
| Чемпіонат світу з боротьби 1989 | СРСР      | греко-римська боротьба, до 48 кг | Золото |
| Чемпіонат світу з боротьби 1990 | СРСР      | греко-римська боротьба, до 48 кг | Золото |
| Чемпіонат світу з боротьби 1991 | СРСР      | греко-римська боротьба, до 52 кг | 5      |
| Чемпіонат світу з боротьби 1995 | Німеччина | греко-римська боротьба, до 48 кг | 4      |
| Чемпіонат світу з боротьби 1998 | Німеччина | греко-римська боротьба, до 54 кг | 6      |
| Чемпіонат світу з боротьби 2001 | Німеччина | греко-римська боротьба, до 54 кг | 10     |
| Чемпіонат світу з боротьби 2003 | Німеччина | греко-римська боротьба, до 55 кг | 29     |

### Виступи на Чемпіонатах Європи
| Змагання                         | Збірна    | Вагова категорія                 | Місце  |
| -------------------------------- | --------- | -------------------------------- | ------ |
| Чемпіонат Європи з боротьби 1989 | СРСР      | греко-римська боротьба, до 48 кг | Бронза |
| Чемпіонат Європи з боротьби 1990 | СРСР      | греко-римська боротьба, до 52 кг | Срібло |
| Чемпіонат Європи з боротьби 1995 | Німеччина | греко-римська боротьба, до 48 кг | Бронза |
| Чемпіонат Європи з боротьби 1997 | Німеччина | греко-римська боротьба, до 54 кг | 4      |
| Чемпіонат Європи з боротьби 1998 | Німеччина | греко-римська боротьба, до 54 кг | 5      |
| Чемпіонат Європи з боротьби 2003 | Німеччина | греко-римська боротьба, до 55 кг | 7      |

### Виступи на Кубках світу
| Змагання                    | Збірна | Вагова категорія                 | Місце  |
| --------------------------- | ------ | -------------------------------- | ------ |
| Кубок світу з боротьби 1988 | СРСР   | греко-римська боротьба, до 48 кг | Золото |

### Виступи на інших змаганнях
| Змагання                                                      | Збірна    | Вагова категорія                 | Місце  |
| ------------------------------------------------------------- | --------- | -------------------------------- | ------ |
| Гран-прі Німеччини з боротьби 1995                            | Німеччина | греко-римська боротьба, до 48 кг | Золото |
| Тестовий турнір FILA 1998                                     | Німеччина | греко-римська боротьба, до 54 кг | 6      |
| Гран-прі Німеччини з боротьби 1998                            | Німеччина | греко-римська боротьба, до 54 кг | Бронза |
| Чемпіонат світу з боротьби серед військовослужбовців 2000     | Німеччина | греко-римська боротьба, до 54 кг | Золото |
| Чемпіонат світу з боротьби серед військовослужбовців 2001     | Німеччина | греко-римська боротьба, до 54 кг | Золото |
| Чемпіонат світу з боротьби серед військовослужбовців 2003     | Німеччина | греко-римська боротьба, до 55 кг | Срібло |
| Олімпійський кваліфікаційний турнір з боротьби 2004 (Ташкент) | Німеччина | греко-римська боротьба, до 55 кг | 5      |

### Виступи на змаганнях молодших вікових груп
| Змагання                                     | Збірна | Вагова категорія                 | Місце  |
| -------------------------------------------- | ------ | -------------------------------- | ------ |
| Чемпіонат світу з боротьби серед молоді 1987 | СРСР   | греко-римська боротьба, до 48 кг | Золото |